# Мурчання
Мурчання — це тональний тремтливий звук, який видають деякі види котових і два види генет. Він відрізняється за гучністю та тоном як у різних видів, так і в однієї і тієї ж тварини. Котові — це родина ссавців, які належать до ряду хижих. Родина включає як котів, які живуть на відкритому повітрі, так і свійських котів (Felis catus). Генети є представниками родини віверових, це худорляві тварини з рисами, що подібні до котів. До їхніх особливостей належать висувні пазурі та кільчастий хвіст.
Попри те, що справжнє муркотіння притаманне виключно котам і віверовим, інші тварини мають схожу на мурчання вокалізацію. До таких тварин належать єноти, мангусти, ведмеді, борсуки, лисиці, гієни, кролі, вивірки, морські свинки, тапіри, лемур котячий та горили під час їжі. Тварини муркочуть з різних причин, в тому числі для вираження щастя або страху, та в якості захисного механізму. Також було показано, що коти муркочуть, щоб впоратися з болем і заспокоїти себе. Муркотіння — це тихий гуд, схожий на прокат «r» з основною частотою близько 25 Гц. Цей звук виникає із помітними вібраціями на поверхні тіла, змінюється в ритмічному малюнку під час дихання і виникає безперервно під час вдиху та видиху. Інтенсивність і довжина муркотіння також можуть змінюватися залежно від рівня збудження тварини.

## Механізм
Механізм, за яким мурчать коти, є предметом спекуляцій із запропонованими різними теоріями. Рання теорія полягала в тому, що муркотіння — це гемодинамічний процес, коли звук виробляється під час проходження крові через грудну клітку.
У мозку кота є унікальний «нейронний генератор», що має невизначене значення. Незважаючи на те, що механізм ще не до кінця з'ясований, останні дослідження зробили висновок, що він може бути результатом коливальних механізмів у центральній нервовій системі. Дослідження також показали, що муркотіння може бути спричинене електричним стимулюванням інфундібулярної області мозку кота, що передбачає центральний контроль.

### Голосові складки/м'язи гортані
Однією з гіпотез, підкріплених електроміографічними дослідженнями, є те, що коти видають муркочучий шум, використовуючи голосові зв'язки або м'язи гортані, щоб поперемінно швидко розширювати та стискати голосову щілину, викликаючи вібрацію повітря під час вдиху та видиху. У поєднанні з рівномірним вдихом і видихом повітря, коли кішка дихає, видається муркочучий шум із сильними гармоніками.

### Ступінь закостеніння під'язикової кістки
Жодна кішка не може і муркотіти, і ричати. Однак на здатність виду кота муркотіти не впливає анатомія його під'язикової кістки.
Усі інші види родини Felidae («коти, що мурчать») мають повністю закостенілу під'язикову кістку, що дозволяє їм муркотіти, але не ревти. Виходячи з технічного акустичного визначення реву, наявність цього типу вокалізації залежить від конкретних характеристик голосових складок та видовженого голосового тракту, що стає можливим завдяки неповністю закостенілому під'язиковій кістці.

## Частота, амплітуда та дихальні зміни
- Домашні коти муркочуть з частотою від 20 до 30 вібрацій в секунду.[10]
- Еклунд, Пітерс і Даті, порівнюючи муркотіння гепарда (Acinonyx jubatus) та домашньої кішки (Felis catus), виявили, що гепард муркотів із середньою частотою 20,87 Гц (егресивні фази) та 18.32 Гц (інгресивні фази), тоді як набагато менша домашня кішка муркотіла із середньою частотою 21,98 Гц (егресивні фази) та 23,24 Гц (інгресивні фази).[11]
- Schötz & Eklund вивчали муркотіння у чотирьох домашніх котів і виявили, що основна частота коливалась між 20,94 і 27,21 Гц для егресивних фаз і між 23,0 і 26,09 Гц для інгресивних фаз. Schötz & Eklund також спостерігали значні відмінності між чотирма кішками щодо відносної амплітуди, тривалості та частоти між егресивною та інгресивною фазами, але ця варіація відбувалась у тому ж загальному діапазоні.[12]
- У подальшому дослідженні муркотіння у чотирьох дорослих гепардів Еклунд, Пітерс, Вайзе і Манро виявили, що егресивні фази були довшими, ніж інгресивні фази у чотирьох гепардів. Аналогічно, інгресивні фази мали меншу частоту, ніж егресивні фази у всіх чотирьох гепардів. Середня частота була між 19,3 Гц і 20,5 Гц в інгресивних фазах і між 21.9 Гц та 23.4 Гц в егресивних фазах. Більше того, амплітуда була голоснішою в егресивних фазах у чотирьох гепардів.[13]
- Eklund & Peters порівняли муркотіння у дорослих, недорослих та молодих гепардів і повідомили, що, хоча існували значні відмінності у більшості аналізованих параметрів (амплітуда, тривалість фази, цикли на фазу та основна частота) — головним чином через ступінь розслаблення / збудження в тварини, що відпочиває або грається — раніше повідомлялося, що інгресивні фази, як правило нижчі за частотою. Не було значних відмінностей у цих параметрах як функції віку.[14]

## Призначення
У домашніх котів багато сигналів, що виникають при взаємодії з людьми, здається, походять від того, коли тварина залежала від матері. Спостерігалося, що коти муркотіли більшу частину свого життя, починаючи з того часу, коли вони були молодими і вигодовувались матір'ю. Муркотіння могло розвинутися як еволюційна перевага в якості механізму сигналізації заспокоєння між котами-матерями, що годують та кошенятами. Кішки після годування часто муркочуть на знак задоволення; також коли їх гладять, стають розслабленими або вони їдять. Деякі муркотіння можуть бути сигналом для іншої тварини про те, що кіт який муркоче не представляє загрози.
На додаток до цього було показано, що коти мають різне звучання муркотіння залежно від ситуації. Іноді видається муркотіння, щоб коти могли подавати сигнал своїм піклувальникам про їжу. Це муркотіння має високочастотний компонент, якого немає в інших муркотінь. Це так звані мурашки (коли кішка щось шукає) та непрохання (коли кішка чогось не шукає), і ці два особливості можна відрізнити на людське вухо. У дослідженні 50 людей слухали муркотіння однакової амплітуди, записане у ситуаціях прохання та непрохання. Люди регулярно оцінювали мурчання як менш приємне і більш нагальне при проханні, ніж непроханні. Здається, цей різновид муркотіння частіше зустрічається у котів у взаємних стосунках з доглядачем. Раніше було виявлено подібність між криком немовляти та криком домашніх котів у ізоляції. Високочастотний аспект муркотіння може тонко використовувати чутливість людей до цих криків, що ускладнює звикання та ігнорування звуку. Використання сенсорних упереджень у спілкуванні між видами забезпечує сигналізаторів (котів) продуктивним способом підвищення рівня одержуваної допомоги.
Кішки часто муркочуть, коли переживають горе або біль, наприклад, під час пологів. У котів виділяють три стадії пологів. На першій стадії матка починає скорочуватися, шийка матки розслабляється і відходять води. На цьому етапі кішка починає муркотіти, що, як припускають, є технікою саморелаксації. Це муркотіння може спонукати мозок кішки до виділення гормону, який допомагає їй розслабитися і діє як знеболювальний засіб.